# Winter-Paralympics 2018/Teilnehmer (Finnland)
| stlisierte Goldmedaille | stlisierte Silbermedaille | stlisierte Bronzemedaille |
| ----------------------- | ------------------------- | ------------------------- |
| 1                       | —                         | 2                         |

Finnland hat bei den Winter-Paralympics 2018 in Pyeongchang 13 Athleten an den Start geschickt.

## Sportarten

### Biathlon
| Athlet        | Klasse | Wettbewerb       | Ergebnis  | Ergebnis      | Ergebnis |
| Athlet        | Klasse | Wettbewerb       | Zeit      | Fehler        | Rang     |
| Männer        |        |                  |           |               |          |
| ------------- | ------ | ---------------- | --------- | ------------- | -------- |
| Juha Harkonen | LW4    | 7,5 km, stehend  | 22:12,1   | 0 + 1         | 13       |
| Juha Harkonen | LW4    | 12,5 km, stehend | 43:43,0   | 0 + 0 + 0+ 0  | 10       |
| Juha Harkonen | LW4    | 15 km, stehend   | 55:25,6   | 1 + 1 + 0 + 2 | 14       |
| Frauen        |        |                  |           |               |          |
| Sini Pyy      | LW11   | 6 km, sitzend    | DNF       | DNF           | DNF      |
| Sini Pyy      | LW11   | 12,5 km, sitzend | 1:06:35,9 | 2 + 1 + 2 + 2 | 14       |

### Rollstuhlcurling
| Wettbewerb  | Mixed |
| ----------- | --- |
| Athleten    | 1.: Sari Karjalainen (Skip) 2.: Vesa Leppanen 3.: Yrjo Tapani Jaaskelainen (Vize-Skip) 4.: Markku Karjalainen A: Riitta Sarosalo                                |
| Vorrunde    | Slowakei 6:7 IPC (NPA) 5:12 Großbritannien 2:9 China 4:6 Vereinigte Staaten 8:5 Südkorea 3:11 Schweiz 7:10 Schweden 6:5 Norwegen 4:6 Kanada 4:8 Deutschland 4:8 |
| Halbfinale  | ausgeschieden |
| Finale      | ausgeschieden |
| Platzierung | 11. Platz |

### Ski Alpin
| Athlet          | Klasse  | Wettbewerb                | Lauf 1  | Lauf 1 | Lauf 2  | Lauf 2 | Gesamt  | Gesamt |
| Athlet          | Klasse  | Wettbewerb                | Zeit    | Rang   | Zeit    | Rang   | Zeit    | Rang   |
| Männer          | Männer  | Männer                    | Männer  | Männer | Männer  | Männer | Männer  | Männer |
| --------------- | ------- | ------------------------- | ------- | ------ | ------- | ------ | ------- | ------ |
| Santeri Kiiveri | LW6/8-1 | Abfahrt, stehend          | --      | --     | 1:30,64 | 13     | 1:30,64 | 13     |
| Santeri Kiiveri | LW6/8-1 | Super G, stehend          | --      | --     | 1:30,03 | 11     | 1:30,03 | 11     |
| Santeri Kiiveri | LW6/8-1 | Superkombination, stehend | 1:28,92 | 6      | 48,86   | 5      | 2:17,78 | 6      |
| Santeri Kiiveri | LW6/8-1 | Riesenslalom, stehend     | 1:08,64 | 8      | 1:07,62 | 7      | 2:16,26 | 6      |
| Santeri Kiiveri | LW6/8-1 | Slalom, stehend           | 49,61   | 6      | 50,14   | 4      | 1:39,75 | 4      |

### Skilanglauf
| Athlet                                 | Klasse | Wettbewerb                  | Qualifikation | Qualifikation | Halbfinale    | Halbfinale    | Finale        | Finale        | Gesamt |
| Athlet                                 | Klasse | Wettbewerb                  | Zeit          | Rang          | Zeit          | Rang          | Zeit          | Rang          | Rang   |
| Männer                                 | Männer | Männer                      | Männer        | Männer        | Männer        | Männer        | Männer        | Männer        |        |
| -------------------------------------- | ------ | --------------------------- | ------------- | ------------- | ------------- | ------------- | ------------- | ------------- | ------ |
| Ilkka Tuomisto                         | LW8    | 1,5 km Sprint, stehend      | 3:41,96       | 7             | 4:53,7        | 3             | 4:20,8        | 4             | 4      |
| Ilkka Tuomisto                         | LW8    | 10 km, stehend              | --            | --            | --            | --            | 24:43,3       | 5             | 5      |
| Inkki Inola Guide: Vili Sormunen       | B3     | 1,5 km Sprint, sehbehindert | 3:50,68       | 6             | 4:17,6        | 4             | ausgeschieden | ausgeschieden | 7      |
| Inkki Inola Guide: Vili Sormunen       | B3     | 10 km, sehbehindert         | --            | --            | --            | --            | 26:38,2       | 8             | 8      |
| Inkki Inola Guide: Vili Sormunen       | B3     | 20 km, sehbehindert         | --            | --            | --            | --            | 54:10,5       | 10            | 10     |
| Rudolf Klemetti Guide: Jaakko Kallunki | B3     | 1,5 km Sprint, sehbehindert | 4:28,36       | 17            | ausgeschieden | ausgeschieden | ausgeschieden | ausgeschieden | 17     |
| Rudolf Klemetti Guide: Jaakko Kallunki | B3     | 10 km, sehbehindert         | --            | --            | --            | --            | 29:05,4       | 14            | 14     |
| Frauen                                 |        |                             |               |               |               |               |               |               |        |
| Sini Pyy                               | LW11   | 1,1 km Sprint, sitzend      | 3:55,51       | 13            | ausgeschieden | ausgeschieden | ausgeschieden | ausgeschieden | 13     |
| Sini Pyy                               | LW11   | 5 km, sitzend               | --            | --            | --            | --            | 19:39,4       | 14            | 14     |
| Mixed                                  |        |                             |               |               |               |               |               |               |        |
| Sini Pyy                               | LW11   | 4 x 2,5 km Mixed-Staffel    | --            | --            | --            | --            | 8:15,7        | 10            | 10     |
| Inkki Inola Guide: Vili Sormunen       | B3     | 4 x 2,5 km Mixed-Staffel    | --            | --            | --            | --            | 5:07,6        | 2             | 10     |
| Sini Pyy                               | LW11   | 4 x 2,5 km Mixed-Staffel    | --            | --            | --            | --            | 9:20,1        | 11            | 10     |
| Ilkka Tuomisto                         | LW8    | 4 x 2,5 km Mixed-Staffel    | --            | --            | --            | --            | 5:27,6        | 5             | 10     |

### Snowboard
| Athlet            | Klasse | Wettbewerb    | Lauf 1        | Lauf 1        | Lauf 2           | Lauf 2          | Lauf 3          | Lauf 3         | Gesamt  | Gesamt  |
| Athlet            | Klasse | Wettbewerb    | Zeit          | Rang          | Zeit             | Rang            | Zeit            | Rang           | Zeit    | Rang    |
| Männer            | Männer | Männer        | Männer        | Männer        | Männer           | Männer          | Männer          | Männer         | Männer  | Männer  |
| ----------------- | ------ | ------------- | ------------- | ------------- | ---------------- | --------------- | --------------- | -------------- | ------- | ------- |
| Matti Sairanen    | SBUL   | Banked Slalom | DNF           | DNF           | DNF              | DNF             | 1:02,45         | 17             | 1:02,45 | 20      |
| Matti Suur-Hamari | SB-LL2 | Banked Slalom | 51,05         | 4             | 51,64            | 4               | 49,51           | 3              | 49,51   | Bronze  |
|                   |        |               | Qualifikation | Qualifikation | 1. Runde         | Viertelfinale   | Halbfinale      | Finale         | Rang    | Rang    |
| Matti Sairanen    | SBUL   | Cross         | 1:07,89       | 17            | ausgeschieden    | ausgeschieden   | ausgeschieden   | ausgeschieden  | 1:07,89 | 1:07,89 |
| Matti Suur-Hamari | SB-LL2 | Cross         | 58,35         | 2             | Osharow gewonnen | Murphy gewonnen | Strong gewonnen | Gabel gewonnen | Gold    | Gold    |